# Man Smart/I Love You Baby
Man Smart/I Love You Baby è il terzo singolo di Adriano Celentano con Eraldo Volontè and His Rockers, pubblicato in Italia nel 1958.

## Tracce
Lato A
1. Man Smart (King Radio)

Lato B
1. I Love You Baby (Paul Anka)

## Le canzoni
Dopo i primi due singoli, pubblicati in primavera, in autunno la Music, l'etichetta di Walter Guertler che aveva messo sotto contratto Celentano, pubblica a distanza di pochi giorni questo disco ed il successivo; il numero di catalogo dei due dischi è sequenziale, e le quattro canzoni vengono poi anche raccolte in un EP.
Come anche per i primi due singoli, anche questo racchiude due celebri canzoni americane: quella sul lato A, Man Smart (nota anche con il sottotitolo Woman Smarter) era stata pochi anni prima uno dei primi successi di Harry Belafonte, ed era stata scritta sia per il testo che per la musica da Norman Span; in seguito verrà anche rieseguita dai Grateful Dead.
I Love You Baby è invece un successo di Paul Anka di pochi mesi prima.
Come per i primi due singoli, all'incisione di entrambe le canzoni partecipò il gruppo Eraldo Volontè & his Rockets.
Il disco è stato pubblicato con copertina standard forata; i due brani non sono mai stati inclusi in nessun album.